# Anastoechus andalusiacus
Anastoechus andalusiacus är en tvåvingeart som beskrevs av Paramonov 1930. Anastoechus andalusiacus ingår i släktet Anastoechus och familjen svävflugor.
Artens utbredningsområde är Spanien. Inga underarter finns listade i Catalogue of Life.